# Miljösanktionsavgift
Miljösanktionsavgift kan tas ut enligt 30 kap Miljöbalken.
Syftet med miljösanktionsavgift är att utgöra en administrativ påföljd som tas ut när överträdelse har ägt rum.
Den ska betalas av den som:
1. påbörjar en verksamhet som är tillståndspliktig eller anmälningspliktig enligt Miljöbalken eller enligt föreskrifter som har meddelats med stöd av balken, utan att tillstånd har getts eller anmälan har gjorts,
2. åsidosätter villkor eller andra bestämmelser i ett tillstånd som har beslutats
3. åsidosätter andra bestämmelser i Miljöbalken eller bestämmelser i EG- förordningar inom balkens tillämpningsområde.

Avgiftens storlek ska framgå av föreskrifterna. Avgiften ska uppgå till minst 1 000 kronor och högst 1 000 000 kronor. När avgiftens storlek bestäms, ska hänsyn tas till överträdelsens allvar och betydelsen av den bestämmelse som överträdelsen avser.
De överträdelser och de belopp som ska tas ut framgår av förordning (2012:259) om miljösanktionsavgifter. Om en miljösanktionsavgift har beslutats för en överträdelse och den avgiftsskyldige därefter inte upphör med överträdelsen ska en ny avgift för överträdelsen tas ut med dubbla det belopp som anges i förordningen, dock högst en miljon kronor vid varje tillfälle.
En miljösanktionsavgift ska tas ut även om överträdelsen inte har skett uppsåtligen eller av oaktsamhet.
Avgiften behöver dock inte tas ut om det vore oskäligt med hänsyn till:
1. sjukdom som medfört att den avgiftsskyldige inte förmått att på egen hand eller genom att uppdra åt någon annan göra det som ålegat den avgiftsskyldige,
2. att överträdelsen berott på en omständighet som inte kunnat eller borde ha förutsetts eller som den avgiftsskyldige inte kunnat påverka,
3. vad den avgiftsskyldige har gjort för att undvika att en överträdelse skulle inträffa, eller
4. att överträdelsen har föranlett straff enligt bestämmelserna i 29 kap. Miljöbalken.

Miljösanktionsavgiften skall tillfalla staten.

## Exempel på när miljösanktionsavgift dömts ut
- Vetlanda kommun har ådömts miljösanktionsavgift för verksamhet vid kommunalt avloppsreningsverk.[7]
- Att inte anmäla till den kommunala nämnden införandet av ett nytt processteg – avfettning och fosfatering – som är klassade som C-verksamhet i bilagan till förordningen om miljöfarlig verksamhet och hälsoskydd, har ansetts innebära överträdelse av förbudet i 21 § i nämnda förordning.[8]

## Exempel på när miljösanktionsavgift inte dömts ut
Om verksamheten inte är att bedöma som näringsverksamhet kan miljösanktionsavgift inte dömas ut.
- Den köksverksamhet som staten bedriver vid en kriminalvårdsanstalt anses inte vara näringsverksamhet.[9]
- Den verksamhet som landstinget bedriver vid sjukhuset är inte att betrakta som näringsverksamhet.[10]
- Med hänvisning till legalitetsprincipen ansåg Miljööverdomstolen att miljösanktionsavgift inte kunde dömas ut för utebliven anmälan av krossverk för asfalt och betong, då anmälningsplikten enligt bilagan till förordningen om miljöfarlig verksamhet och hälsoskydd enbart täcker berg- eller gruskrossverk.[11]

Det finns överträdelser som enligt miljöbalken och förordningen om miljösanktionsavgifter kan föranleda både straff och miljösanktionsavgift.
Frågan om dubbelbestraffning har kommit att klargöras i och med ett avgörande från Högsta domstolens i vilket domstolen uttalade att bestämmelserna i Europakonventionen om dubbel lagföring och bestraffning (ne bis in idem) inte innebar att ett slutligt beslut om miljösanktionsavgift utgör ett hinder mot att därefter lägga samma objektiva omständigheter till grund för talan om straffrättsligt ansvar enligt NJA 2004 s. 840.
Miljöbalken innehåller emellertid en åtalsprövningsregel som omfattar alla fall där miljösanktionsavgift kan åläggas enligt 29 kap. 11 §
4:e stycket. Regeln medför att, när miljösanktionsavgift kan åläggas för en överträdelse och det kan antas att påföljden stannar vid böter, åtal kommer att väckas endast om det är påkallat från allmän synpunkt. Utgångspunkten är således att åtal inte ska väckas i de aktuella fallen om det inte är särskilt motiverat att utöver sanktionsavgift även döma till straff. Regeln syftar till att minska utrymmet för dubbla sanktioner vid de mindre allvarliga överträdelserna.